# 西笠田站

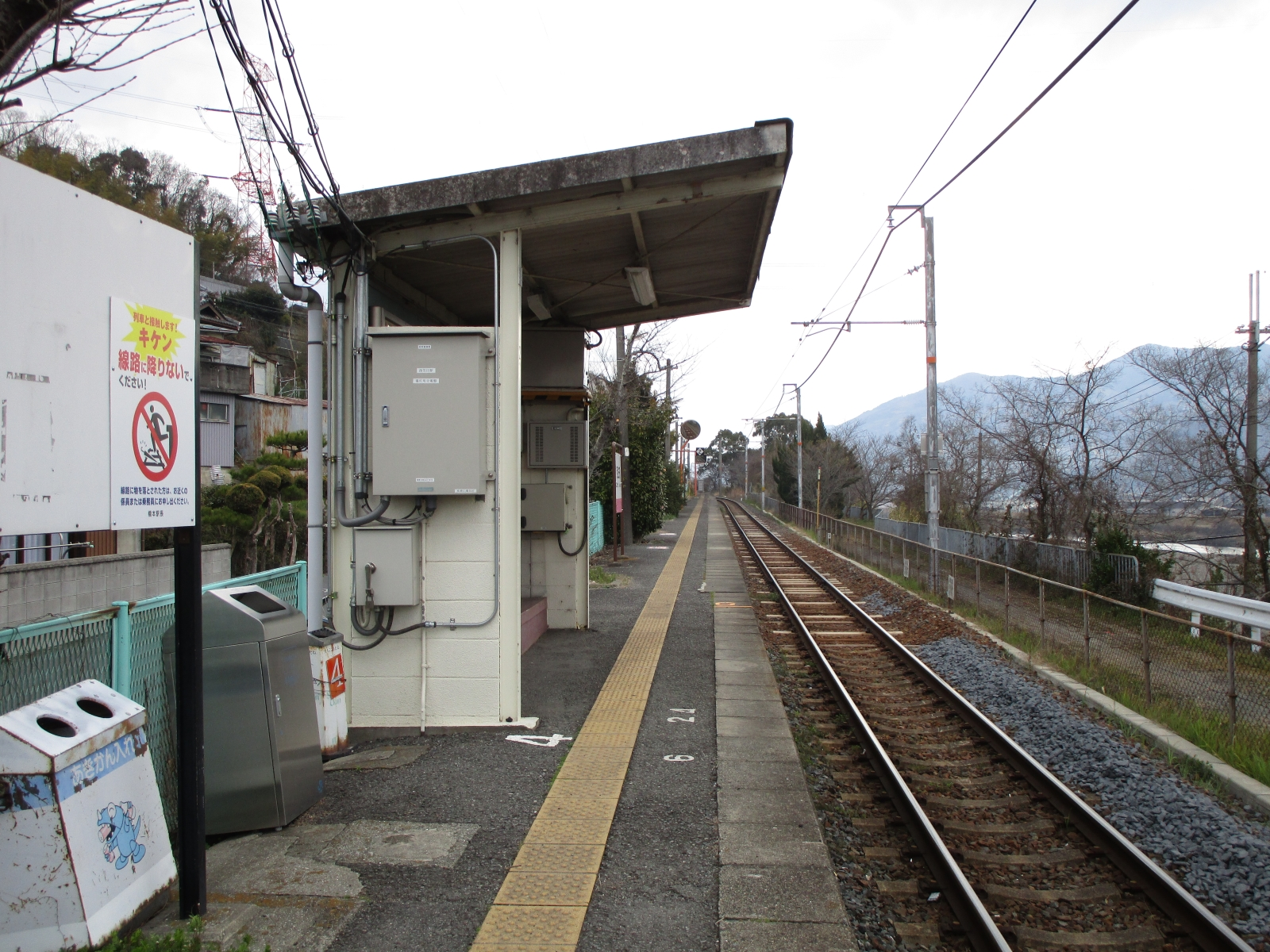
月台（2017年3月）

西笠田站（日语：／ Nishi-Kaseda eki */?）是位於和歌山縣伊都郡葛城町高田121番5號，西日本旅客鐵道（JR西日本）的和歌山線車站。

## 歷史
- 1952年（昭和27年）10月1日 - 日本國有鐵道和歌山線笠田站至名手站之間開設此站[1]。
- 1987年（昭和62年）4月1日 - 伴隨國鐵分割民營化，車站由西日本旅客鐵道（JR西日本）營運[1][2]。
- 2020年（令和2年）3月14日 - 車站開始可以使用IC卡「ICOCA」[3]。車站內設置了簡易IC卡閘機（只限出閘）。

## 車站構造
車站是一座地面車站，設有1面1線的單式月台。和歌山方向的列車會開啟右邊車門。和歌山方向和五條方向的列車都會停靠在同一月台上。
此站是由橋本站管理的無人車站。此站沒有車站大樓，月台直接連接車站出入口。

## 使用狀況
以下為1日平均乘車人次：
| 年度 | 1日平均 乘車人次 |
| ---- | ---------------- |
| 1998 | 119              |
| 1999 | 101              |
| 2000 | 92               |
| 2001 | 85               |
| 2002 | 69               |
| 2003 | 72               |
| 2004 | 65               |
| 2005 | 59               |
| 2006 | 46               |
| 2007 | 56               |
| 2008 | 60               |
| 2009 | 51               |
| 2010 | 43               |
| 2011 | 49               |
| 2012 | 51               |
| 2013 | 53               |
| 2014 | 53               |
| 2015 | 51               |
| 2016 | 54               |
| 2017 | 52               |
| 2018 | 46               |

## 車站周邊
- 紀之川
- 道之驛紀之川萬葉之里（日语：道の駅紀の川万葉の里）
- 背之山（背山）
- 船岡山（蛇島）
- 妹山

車站可正面望向船岡山、妹山，但是相距一條紀之川，需要前往鄰接笠田站或名手站處越過橋樑。

## 相鄰車站
西日本旅客鐵道（JR西日本）
 和歌山線
■快速（粉河站以東各站停車）、■普通
笠田－西笠田－名手

## 注腳
1. 1 2 3  曾根悟（監修）. 朝日新聞出版分冊百科編集部（編集） , 编. . 週刊朝日百科. 42号 阪和線・和歌山線・桜井線・湖西線・関西空港線. 朝日新聞出版. 2010-05-16: 20–21 （日语）.
2. ↑  『交通年鑑 昭和63年版』 交通協力會，1988年3月。
3. ↑   (PDF) (新闻稿). 西日本旅客鉄道和歌山支社. 2019-12-13  [2021-01-08]. （原始内容存档 (PDF)于2021-01-04） （日语）.
4. ↑  《和歌山縣統計年鑑》和《和歌山縣公共交通機關等資料集》

## 外部連結
- 西笠田｜車站資訊：JR出門網 - 西日本旅客鐵道（日語）